# Jack London Verbond
Het Nederlandse Jack London-Verbond,  later Jack London Verbond, was een activistische organisatie die zich bezighield met de bestrijding van mishandeling van dieren voor publieke vermakelijkheden. Het verbond werd opgericht in 1922.
Het verbond is genoemd naar de Amerikaanse schrijver Jack London. London stelde de dubieuze praktijken rond het dresseren van dieren in Amerika aan de kaak. Hij deed dit in het boek Michael, Brother of Jerry uit 1917. In dit boek, dat in het Nederlands werd vertaald als Terry de circushond, wordt het verschrikkelijke leven van een circushond beschreven. Ook in Engeland bestond een Jack London Verbond.

## Organisatie
In het bestuur zaten veel dames uit de gegoede burgerij. Bekende  namen waren vice-voorzitter Hugo van Poelgeest en secretaresse en oprichtster freule E. des Tombe. 
De bond had in Nederland meerdere afdelingen. De jaarvergaderingen werden steeds bij een van de afdelingen gehouden. Zo waren er afdelingen in Alkmaar, Amersfoort, Schiedam en Zutphen. In 1957 had het verbond 3000 leden.
Vanaf de oprichting in 1922 heette het orgaan van het verbond Maandberichten, in 1941 werd de naam gewijzigd in Vermaak en dierenleed. Publicaties van het Jack London-Verbond waren er ook over 'Verwerpelijke Films'. Cinema's en theaters werden benaderd om hen te wijzen op onnodig dierenleed dat te zien was in hun programma's. Het verbond schreef daarin naast verenigingszaken over thema’s als verzorging, diervriendelijk veevervoer en slachtmethodes, de oprichting van dierenasiels, dierproeven, dierenmishandeling en de discussie rondom de jacht door het Koninklijk Huis. In 1928 werden maarliefst 100.000 geschriften verspreid. 
De vereniging plaatste op vaste tijden advertenties in dagbladen om aandacht voor dieren te vragen. Voor het ontwerpen van een affiche werd in 1931 een prijsvraag uitgeschreven.
Naast de geschreven media was het JLV aangesloten bij de omroep HIRO.

## Publieke vermakelijkheden
Reeds bij de oprichting werd gewezen op het lijden van dieren tijdens traditionele volksvermaken als katknuppelen, palingtrekken, honden- en hanengevechten. Ook werden acties ondernomen tegen straatvertoningen en kermisattracties met dieren.  
Het JLV protesteerde bijvoorbeeld ook tegen het ’Varkentje-tikken' dat gehouden werd in Hardenberg. De bond spande daarbij een kort geding bij de Zwolse rechtbank. Later werd ook bezwaar gemaakt tegen het houden van rodeo's, varkenraces en mobiele dolfijnenshows.
De bond streed tegen het vangen, vervoeren en dresseren van circusdieren, maar ook voor behandeling van dieren tijdens de circusnummers.
De gemeenten werden benaderd om geen vergunningen voor circusvoorstellingen te verlenen. Dit gebeurde door de gemeente te overstelpen met standaardbrieven. Als de vergunning eenmaal was verleend werden de inwoners in krantenadvertenties opgeroepen om geen circusvoorstellingen te bezoeken. Er werden dan advertenties geplaatst met de oproep Echte dierenvrienden bezoeken geen circus.
In de statuten wordt ook het streven naar afschaffing van dierenparken en dierentuinen vastgelegd.
Tevens werd bezwaar gemaakt tegen de dressuur van paarden. Maar ook tegen bijvoorbeeld een Kamelenrace die in Den Bosch werd gehouden.
 Dit was bijvoorbeeld het geval bij een show met gedresseerde paarden door Kozakken in Fijnaart.